# Wii Remote

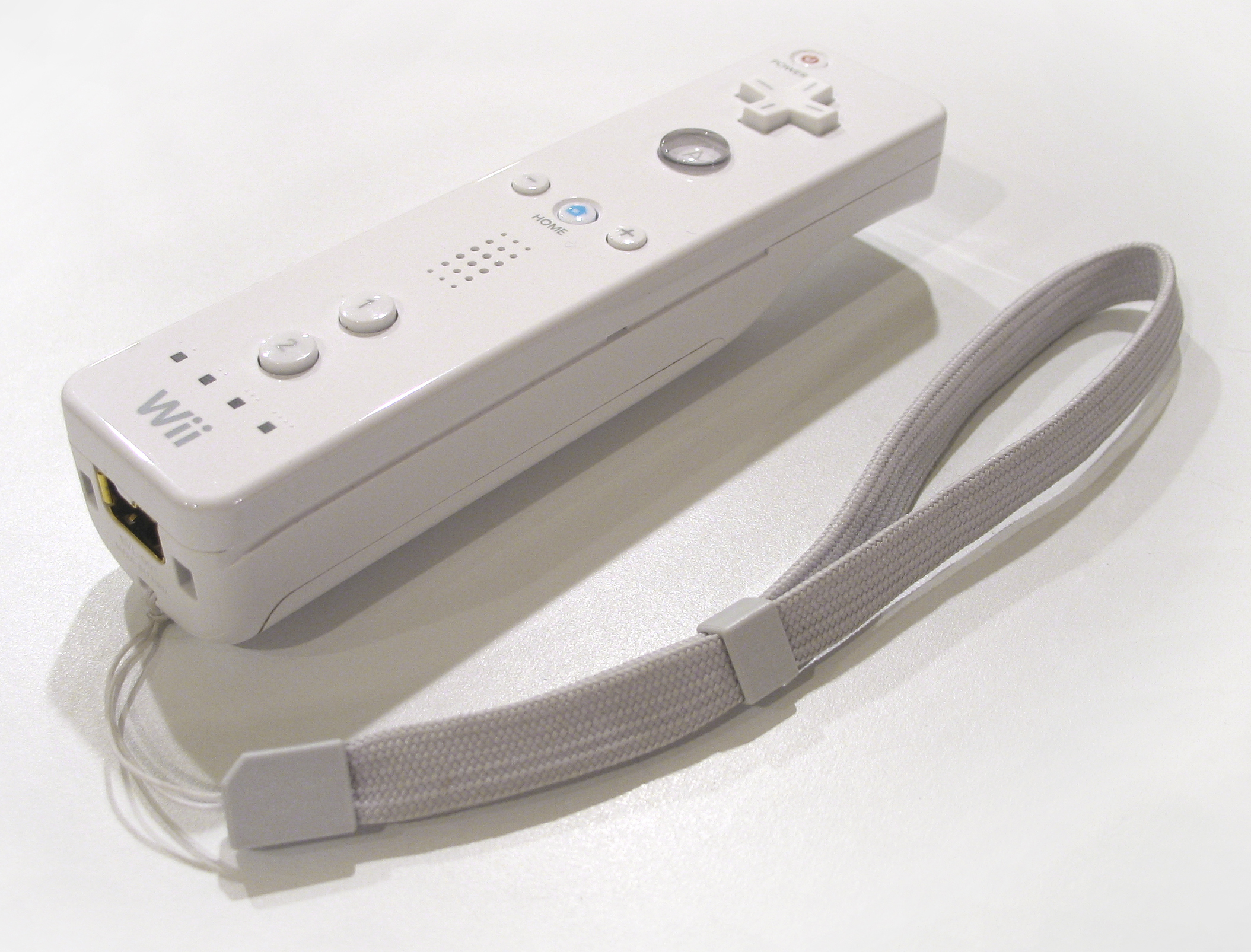
Wii Remote

Wii Remote (přezdívaný WiiMote), je ovladač herní konzole Nintendo Wii.
Tvarem je podobný klasickému televiznímu ovladači. Dokáže, velice přesně, reagovat na pohyb ruky uživatele. To umožňuje akcelerometr (pro pohyb ve všech osách) a infračervený sensor pomocí kterého se určuje přesná poloha směrem k televizi. Přesné zaměření provádí Wii podle Sensor Baru, umístěném pod nebo nad televizí.
WiiMote se ovládá pohybem zápěstí, nebo i celé ruky. Dále pak pomocí křížového ovladače neboli D-Padu, a k tomu tlačítky A, B, +, -, 1, 2 a Home. Jsou na něm 4 modré LED diody, které ukazují pořadí připojeného ovladače. Ovladač je napájen dvěma tužkovými AA bateriemi. Zároveň pod krytem baterie najdeme malé červené tlačítko SYNC, které slouží k připojení (synchronizace) ovladače ke konzoli.

## Příslušenství
Na spodní straně Wii Remote je zástrčka pro připojení další části. Jako je tzv. Nunchuk, ale může to být i Classic Controler pro ovládání starších her (WiiWare a Virtual Console). V současnosti jsou k dispozici příslušenství jako Wii Zapper, což je v podstatě plastový nástavec v podobě pažby, do kterého se Wii Remote vloží a na zadní stranu se upevní Nunchuk.
Většina příslušenství tvoří pouze součásti z plastů do kterých se upevňuje Wii Remote nebo i Nunchuk.

### Nunchuk

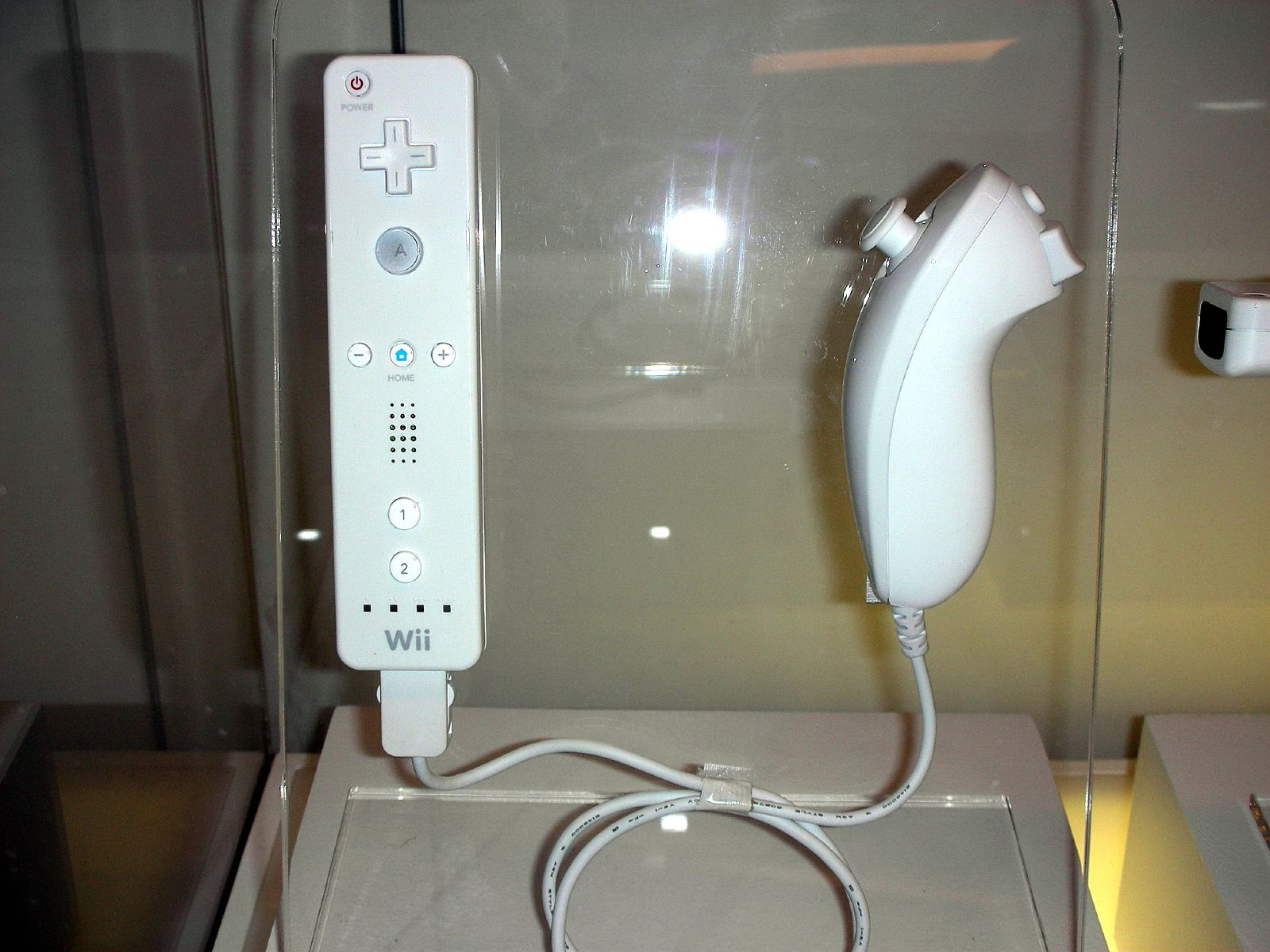
Propojené Wii Remote s Nunchukem

Nunchuk (česky a vyslovení: Nančak) převzalo své jméno od dávné asijské zbraně a to z důvodu, že po propojení Nunchuku a Wii Remote je podobnost více než patrná. V Nunchuku je také vestavěný akcelerometr pro měření rychlosti a směru pohybu. Ovladač je symetrický, dá se tedy pohodlně držet jak v levé, tak v pravé ruce.
Společně s Wii Remote tvoří Nunchuku hlavní ovládací prvek většiny her pro konzoli Wii. Lze s nimi simulovat šlapání při cyklistice, natahování luku, simulovat údery při boxu a u mnoha her slouží analogová páčka Nunchuku pro pohyb, kdežto Wii Remote obstarává akce jako například střelbu. Právě pro tyto hry byl vyvinutý Wii Zapper.

### Wii Balance Board
Jeden z nejnovějších prvků ovládání konzole Wii zapojuje do práce také spodní části těla. Hráč na podložce musí stát a ta pak přebírá informace o náklonu celého těla a přesunu váhy. Povrch podložky je vybaven řadou tlakových senzorů, které indikují pohyby nejen samotných nohou ale i náklon osoby na podložce..
Wii Balance Board je nabízena jako součást Wii Fit balíku, který je určen pro cvičení s konzolí Wii. Její využití se už ale objevuje i v nových hrách, jako například Avatar.

### Wii Zapper

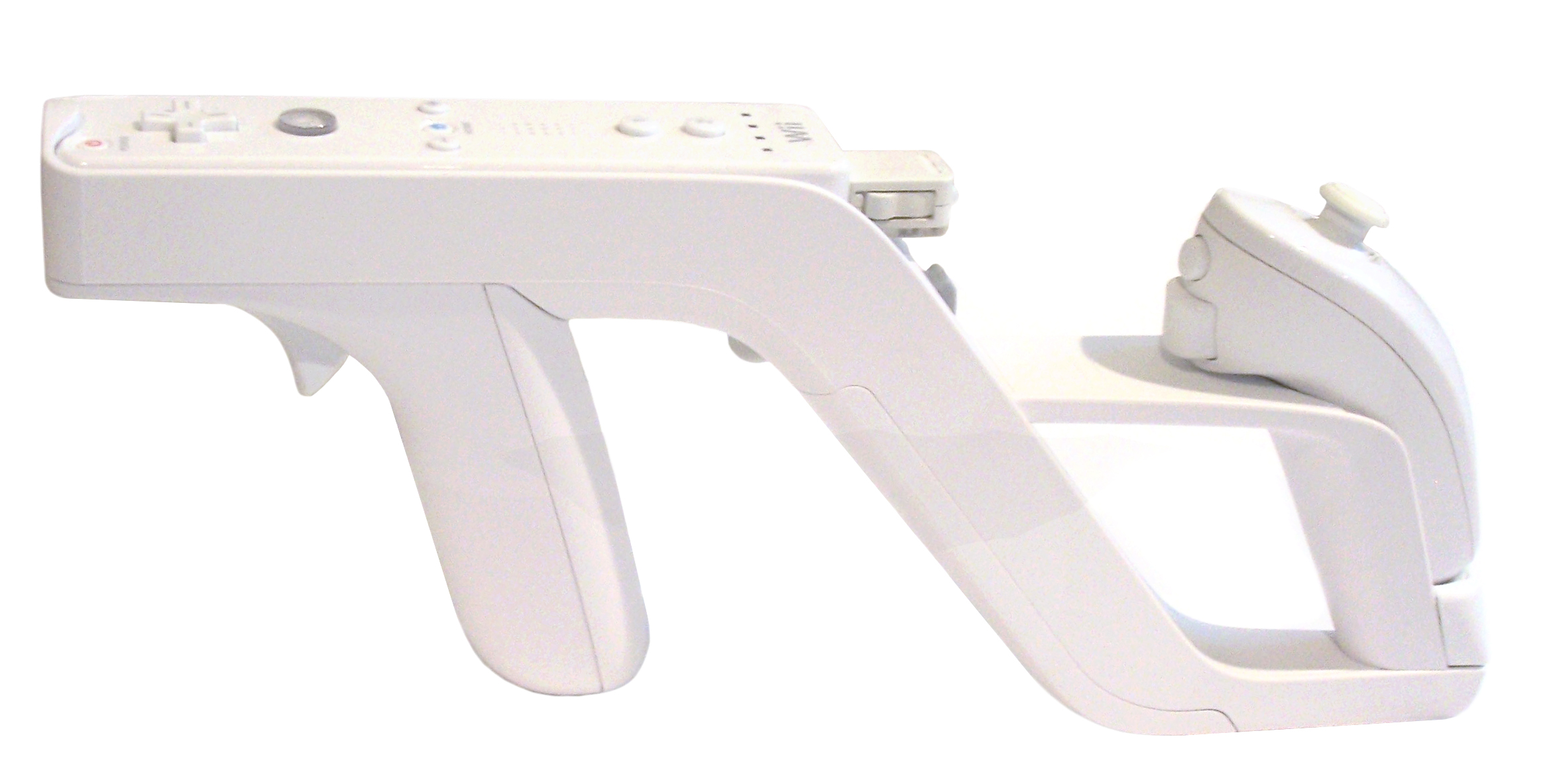
Wii Zapper s nasazeným Wii Remote a Nunchukem

Wii Zapper je maketa obouruční palné zbraně do které se připojuje Wii Remote i Nunchacku. Společně tak tvoří nový ovládací prvek vhodný pro akční hry. Jde o jedno z ne-elektronického příslušenství. Sám o sobě neobsahuje žádnou elektroniku a dodává pouze tvar zbraně.

### Ostatní
Další ovládací prvky lze rozdělit na aktivní, které obsahují vlastní elektronickou část a pasivní, tedy ty které slouží pouze jako nástavce pro Wii Remote a jiné elektronické prvky.
- Aktivní
  - Wii Classic Controller - klasický joypad známý z předchozích generací herních konzolí
  - Wii Classic Controller Pro - stejně jako Wii Classic Controller, ale jsou přidána 2 tlačítka: ZL a ZR.
  - Wii MotionPlus - jde o doplněk pro Wii Remote, který se připojuje na jeho konec a zajišťuje zvýšení přesnosti celého ovladače.
  - Wireless Guitar pro Wii - imitace elektrické kytary
  - Wireless Drum Controller pro Wii - souprava elektronických bicích pro Wii
  - Wii Speak - mikrofon pro Wii
  - Nintendo Points Card - Nintendo Points Card je alternativní způsob získání Wii bodů.
- Pasivní
  - Wii Wheel - plastová imitace volantu do které se zapojuje Wii Remote
  - Wii Z-Chuck Blaster - imitace pistole